# Török futsalválogatott
A török futsal-válogatott Törökország nemzeti csapata, amelyet a török labdarúgó-szövetség, (törökül: Türkiye Futbol Federasyonu) irányít.
Meglehetősen későn honosodott meg a futsal Törökországban, így ennek következtében, 2006-ban alakult meg a török futsalválogatott.
Sokat azonban nem kellett várniuk egy nagyobb sikerre, mivel a 2012-es futsal-Európa-bajnokságra sikeresen vették a selejtezőbeli akadályokat és kijutottak.

## Eredmények

### Világbajnokság
| Év       | Eredmény      | M | Gy | D | V | Rg | Kg | Gk |
| -------- | ------------- | - | -- | - | - | -- | -- | -- |
| 2008     | Nem jutott be | – | –  | – | – | –  | –  | –  |
| 2012     | Nem jutott be | – | –  | – | – | –  | –  | –  |
| Összesen | 0/2           | – | –  | – | – | –  | –  | –  |

### Európa-bajnokság
| Év       | Eredmény      | M | Gy | D | V | Rg | Kg | Gk |
| -------- | ------------- | - | -- | - | - | -- | -- | -- |
| 2007     | Nem jutott be | – | –  | – | – | –  | –  | –  |
| 2010     | Nem jutott be | – | –  | – | – | –  | –  | –  |
| 2012     | Bejutott      | – | –  | – | – | –  | –  | –  |
| Összesen | 1/3           | – | –  | – | – | –  | –  | –  |

## Külső hivatkozások
- Hivatalos honlap.